# Dominikanerkloster Frankfurt am Main

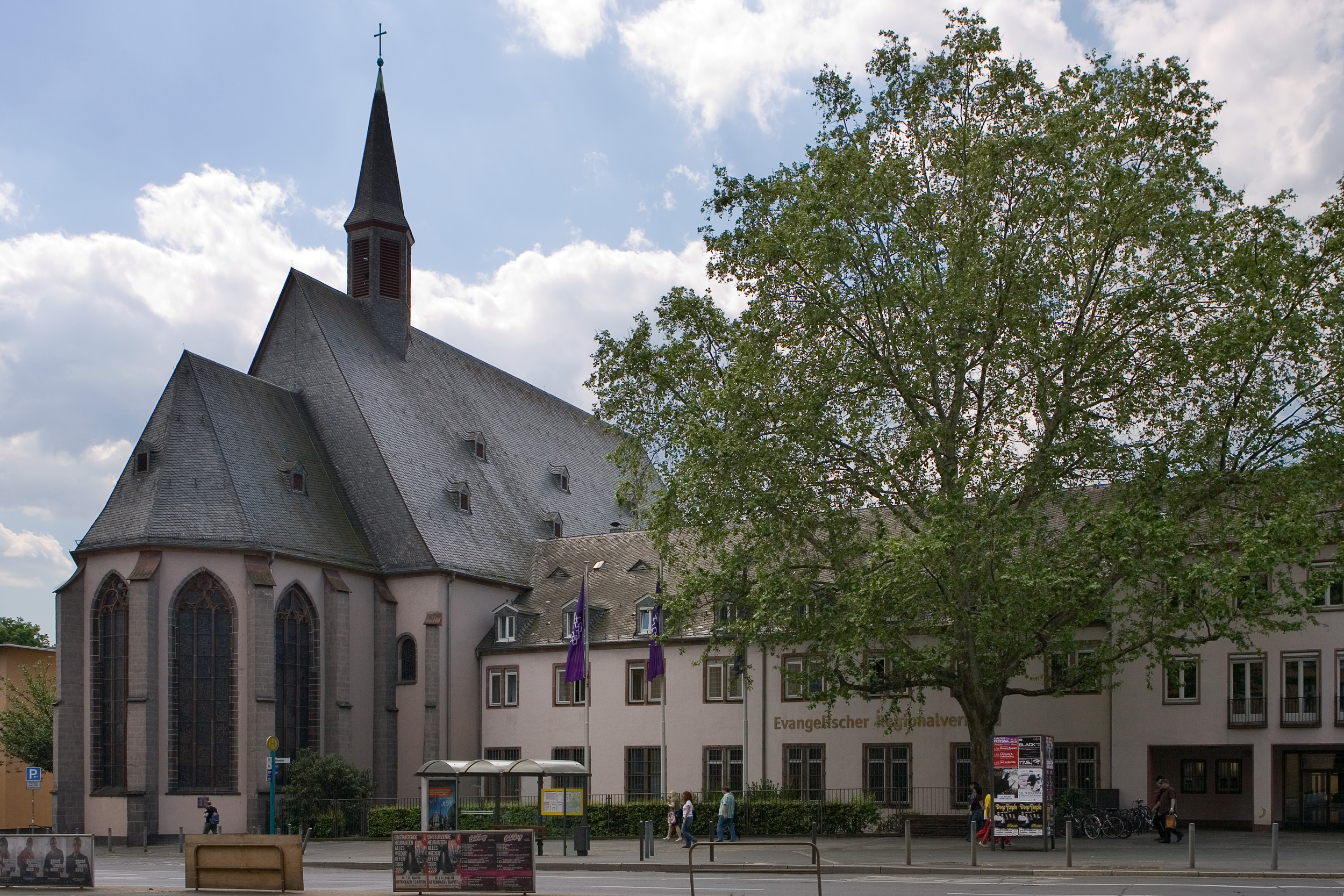
Heiliggeistkirche und Dominikanerkloster heute

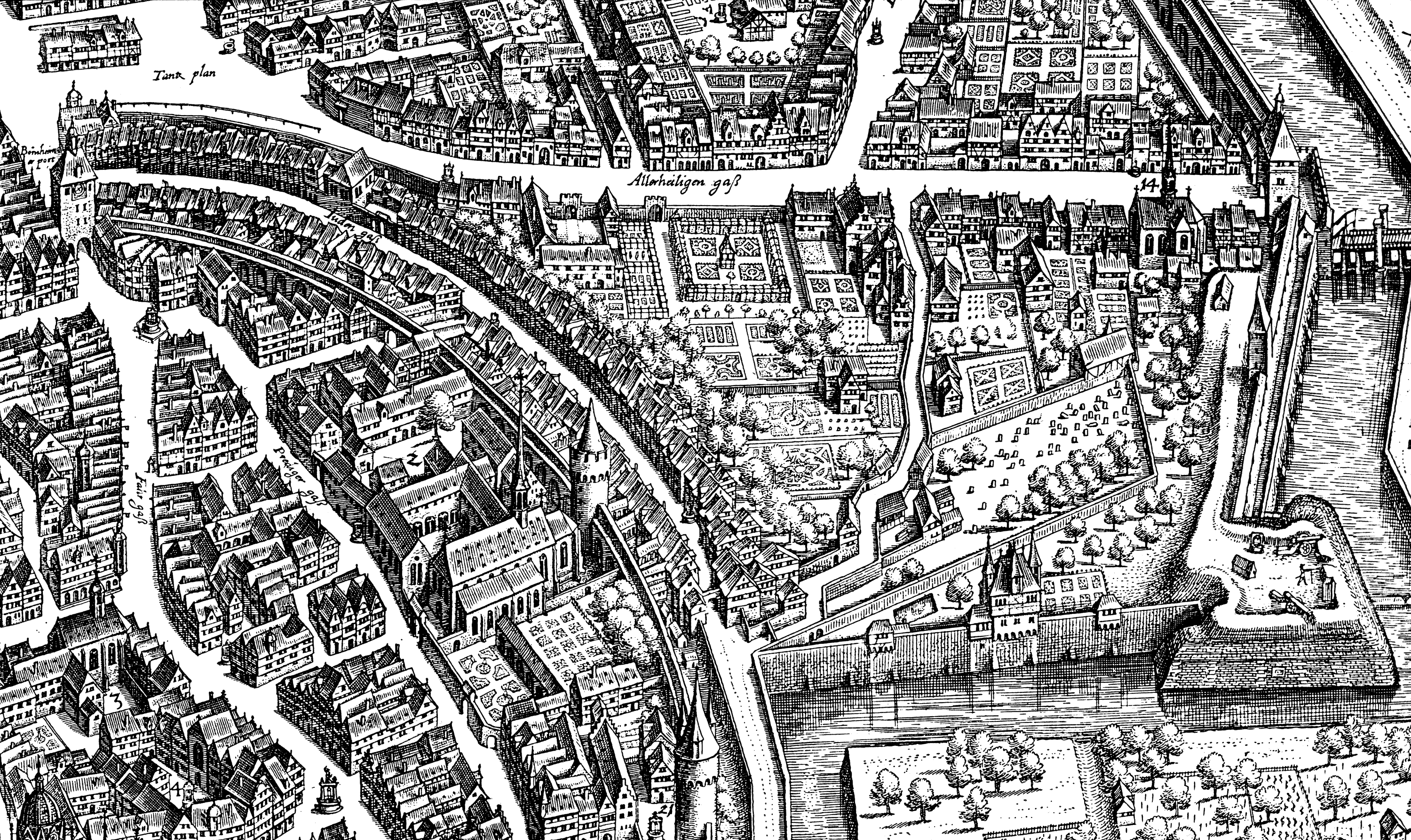
Das Dominikanerkloster und die Judengasse auf dem Merian-Plan von 1628

Das Dominikanerkloster in Frankfurt am Main ist der Sitz des Evangelischen Stadtdekanats Frankfurt am Main und Offenbach und des Evangelischen Regionalverbandes, eines Zusammenschlusses der Frankfurter und Offenbacher evangelischen Gemeinden. Im Dominikanerkloster tagt zudem die Synode der Evangelischen Kirche in Hessen und Nassau, in der Regel zweimal jährlich.
Das 1233 gegründete Kloster kam samt seinen reichen Besitztümern 1803 in städtischen Besitz. Bei einem Luftangriff 1944 völlig zerstört, wurde es 1955 bis 1957 durch den Architekten Gustav Scheinpflug auf altem Grundriss und in alten Proportionen im Stil der Nachkriegszeit wiederaufgebaut. Von der ursprünglich gotischen Anlage ist nur der 1470 im spätgotischen Stil errichtete Chor der Heiliggeistkirche erhalten.

## Geschichte

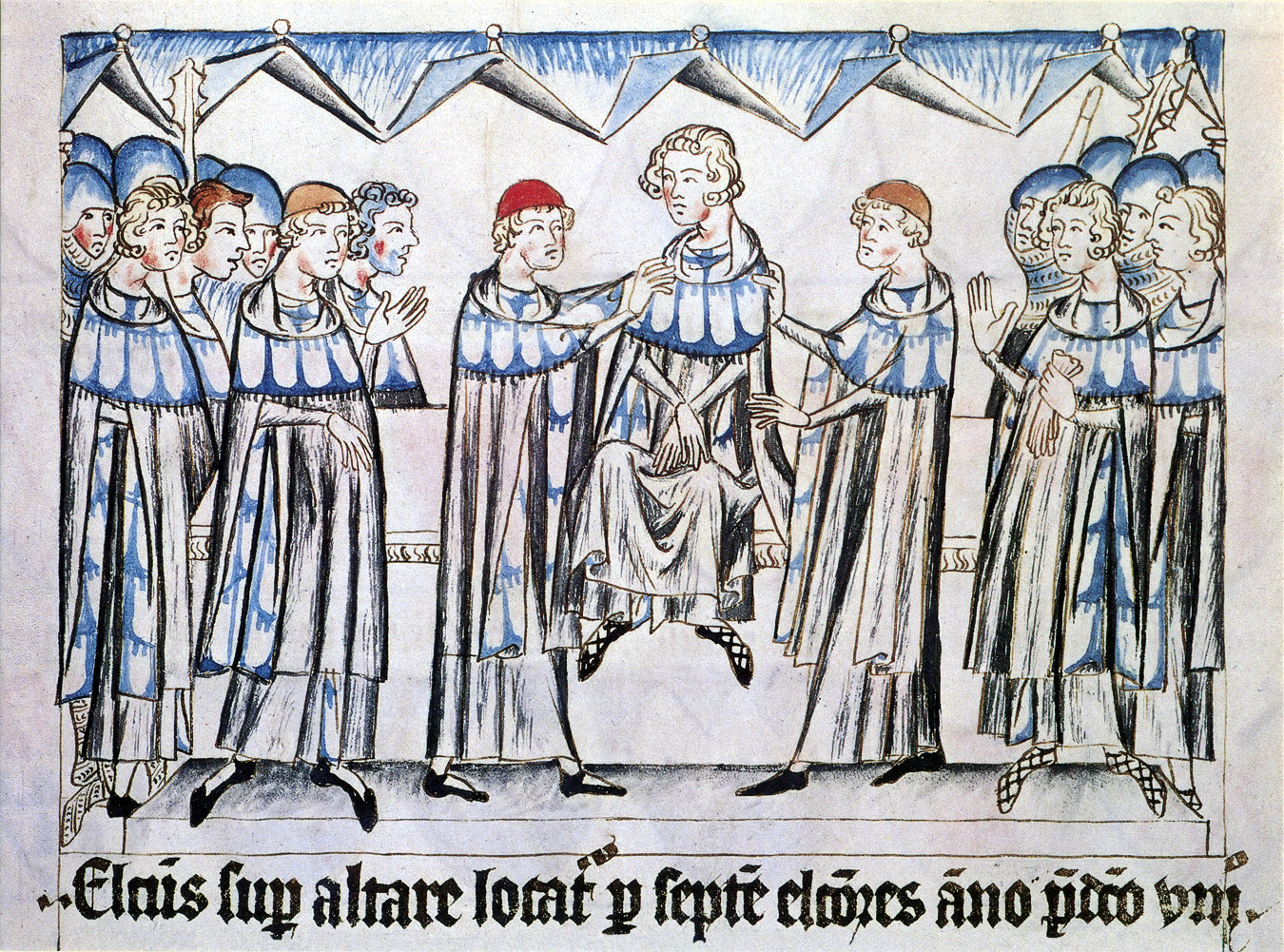
Wahl von Heinrich VII. in der Dominikanerkirche 1308

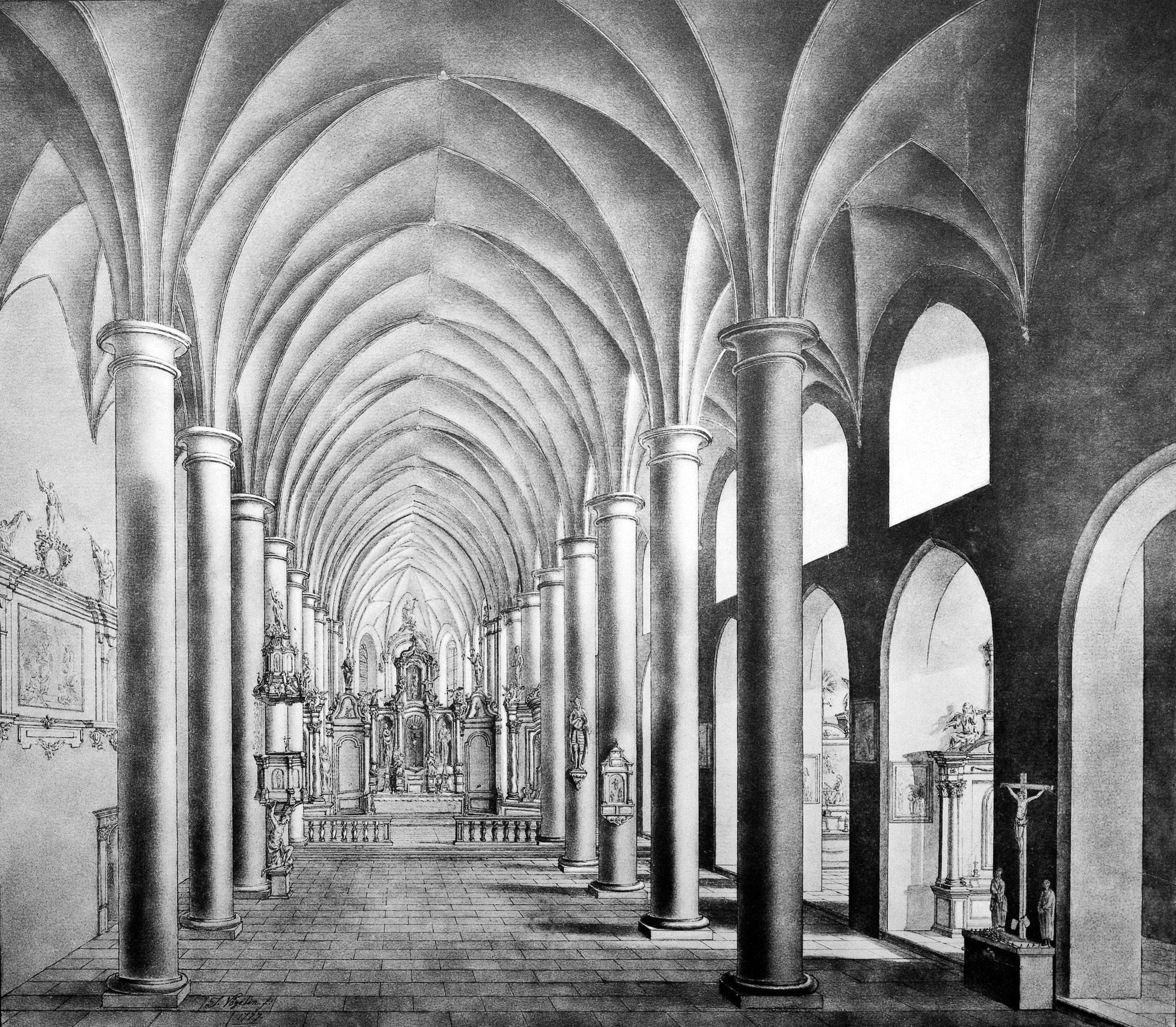
Das Innere der Dominikanerkirche 1777

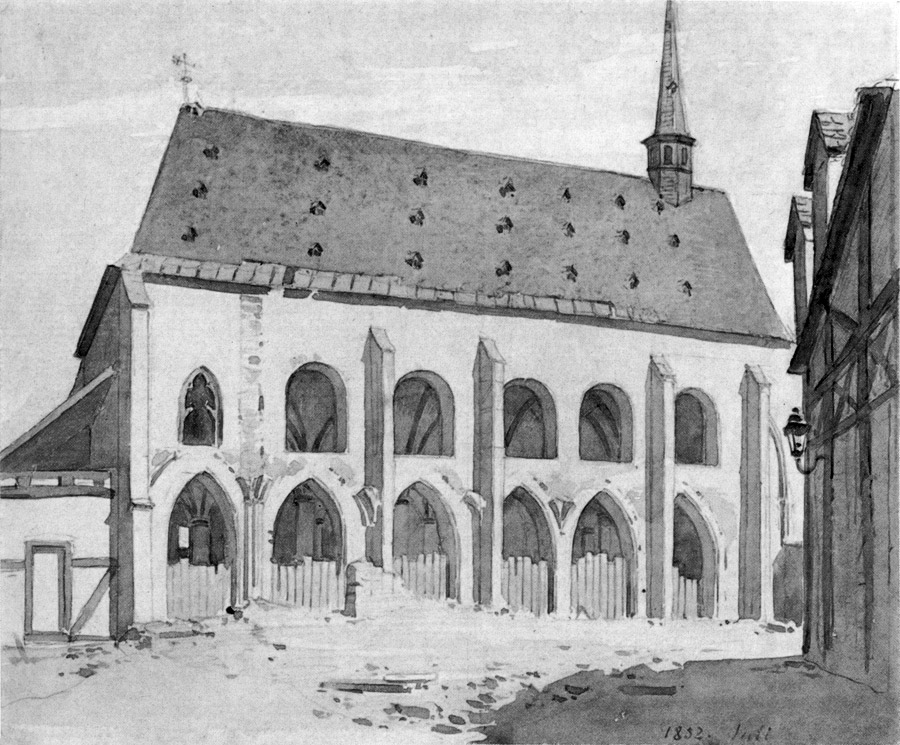
Das Dominikanerkloster, Zeichnung von Carl Theodor Reiffenstein, 1852

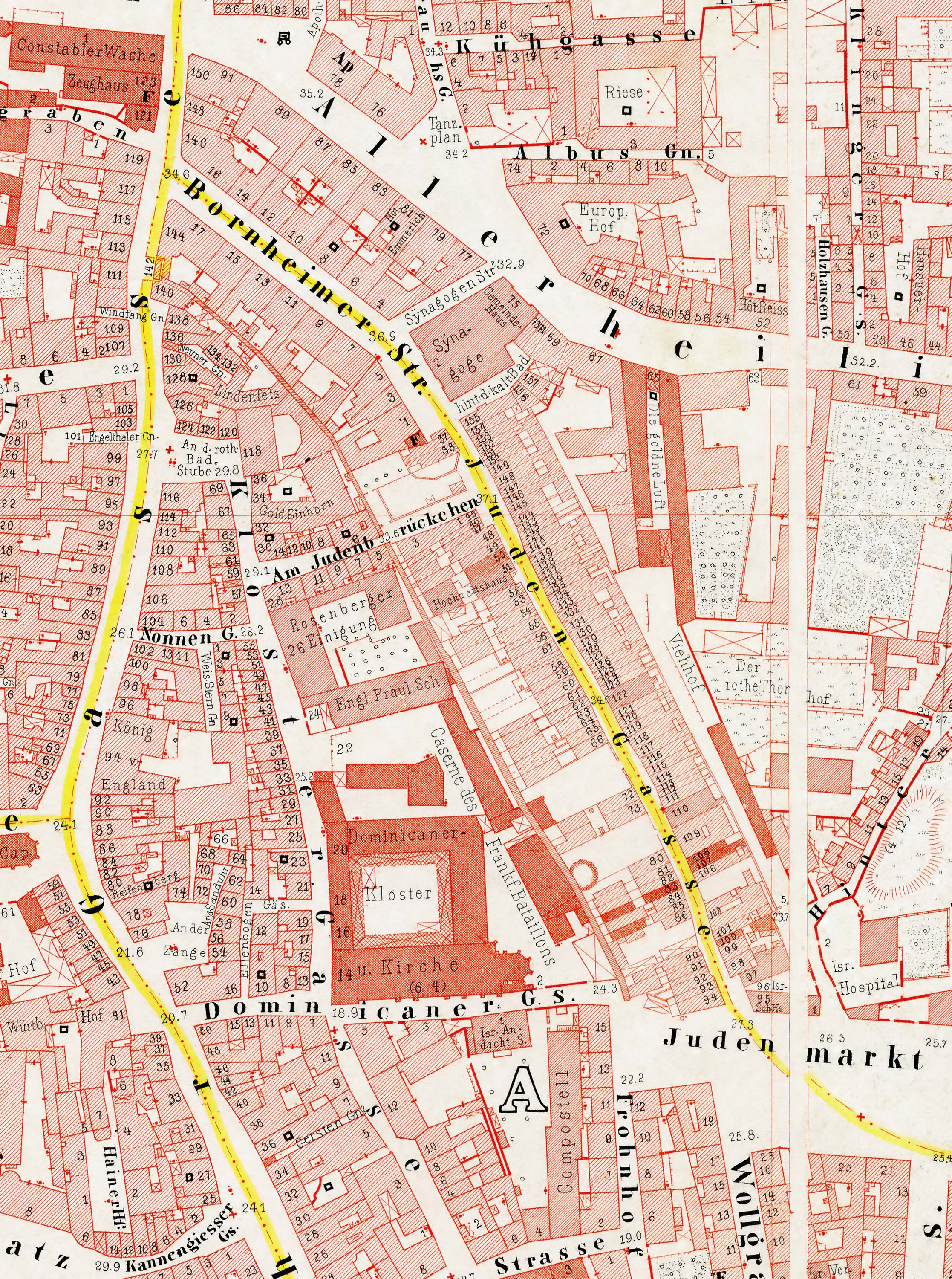
Das Dominikanerkloster auf dem Ravensteinplan von 1861

### Gründung und Aufstieg
1233 errichtete der Orden der Dominikaner, auch Predigermönche genannt, eine erste Niederlassung in Frankfurt, zu der zunächst nur zwei oder drei Brüder gehörten. Sie kamen auf Fürsprache des Kaisers und des Papstes, um die sittlichen Zustände der Stadt zu verbessern und der Teufelsanbetung, der Entweihung des Altarsakramentes und der Unzucht zu wehren. Die Stadt nahm sie daher mit Wohlwollen auf und wies ihnen ein Grundstück unweit der Lache unmittelbar an der mittelalterlichen Staufenmauer zu. Hier errichteten die Brüder zunächst ein kleines Wohnhaus mit vier Räumen, das später als Eingang der Klosteranlage diente. 1238 begann der Orden mit dem Bau des eigentlichen Klosters, das Raum für mindestens 10 bis 12 Brüder bieten sollte. Da die Stadt und ihre Bürger wegen des Neubaus der Stiftskirche St. Bartholomäus, die 1239 geweiht wurde, bereits stark in Anspruch genommen war, waren die Dominikaner für ihr Projekt auf Almosen von auswärts angewiesen. Der Bau kam daher nur langsam voran. 1245 waren die Konventsgebäude fertiggestellt. Der Bau der südlich davon an der Dominikanergasse gelegenen dreischiffige Hallenkirche zog sich dagegen noch einige Jahre hin. Aus einer päpstlichen Ablaßbulle vom 30. Mai 1259 geht hervor, dass die Kirche damals bereits geweiht war. Neben dem der Jungfrau Maria geweihten Hochaltar ist die Weihe mehrerer weiterer Altäre in den Jahren 1279, 1280 und 1283 bezeugt.

### Die Blütezeit des Klosters im 14. Jahrhundert
Unter den fünf im 13. Jahrhundert während einer Periode stürmischen Bevölkerungswachstums in Frankfurt entstandenen Ordensniederlassungen war das Dominikanerkloster nach dem Deutschordenshaus das zweitälteste und größte, noch vor dem Karmeliterkloster und dem Barfüßerkloster. Es zog bedeutende Gelehrte und Prediger an – so weilte Albertus Magnus 1262 auf der Rückkehr von Regensburg nach Köln eine Zeitlang im Frankfurter Konvent – und erhielt zahlreiche Spenden und Stiftungen Frankfurter Bürger, die zur Ausstattung der Kirche beitrugen. Die gotische Klosterkirche war nach der kaiserlichen Stiftskirche St. Bartholomäus das größte und am reichsten geschmückte Gotteshaus Frankfurts und wurde Schauplatz reichsgeschichtlich bedeutender Ereignisse. So wurden beispielsweise die Könige Adolf von Nassau (1292), Heinrich VII. von Luxemburg (1308) und Günther von Schwarzburg (1349) im Dominikanerkloster gewählt, weil die Bartholomäuskirche zu dieser Zeit durch den gotischen Umbau des Langhauses und des Chores nicht benutzbar war.
Auch in den Konflikt zwischen Kaiser Ludwig der Bayer und Papst Johannes XXII. wurde das Kloster hineingezogen. Der Kaiser hatte 1324 in der Sachsenhausener Appellation den Anspruch des Papstes auf die Approbation einer Königswahl zurückgewiesen, nachdem der Papst ihn zuvor für abgesetzt erklärt und mit dem Kirchenbann belegt hatte. Frankfurt hielt in diesem Konflikt treu zum Kaiser, der sie mit zahlreichen Privilegien gefördert hatte. Deshalb belegte der Papst die Stadt mit dem Interdikt und verbot den Klerikern jegliche kirchlichen Amtshandlungen. Die Dominikaner kamen dieser Aufforderung nach und wurden deshalb 1330 aus Frankfurt, wie auch anderen Orten vertrieben. Erst auf Bitten des Rates und der Bürgerschaft wollte der Kaiser die Dominikaner wieder zulassen, unter der Bedingung „des Kayßers gerechtigkeit wider den papst in öffentlichem Predigen dem Volk fürzutragen, dahero Erfolg das mann umb dießelbe Zeit, nicht anderst, dann dieße lehr in allen Kirchen und Predigen getrieben, die päbst sollen dem Kayser unterthänig seyn, dann sie kein gewalt im Regiment hätten, und sey ihnen allein die geistliche Verwaltung des Kirchen-Ampts anbefohlen, und waß dergleichen mehr wie davon bei occano, und anderen Authori viel zu leßen“. Mit Schreiben vom 17. August 1337 folgte der Kaiser der Bitte der Bürger, verpflichtete die Dominikaner aber, zu singen und zu lesen wie andere Geistliche und nichts gegen den Kaiser und seine treuen Geistlichen „weder mit worten noch mit werken“ zu unternehmen.
1359 stellte Kaiser Karl IV. die Dominikaner unter seinen Schutz, ein Privileg, das von seinen Nachfolgern regelmäßig bestätigt wurde.

### Entwicklung im Spätmittelalter
Am 11. März 1486, dem Samstag nach Laetare, erlag Kurfürst Albrecht Achilles von Brandenburg, der sich zur Königswahl Maximilians I. in Frankfurt aufhielt, beim täglichen Gebet im Kloster einem Schlaganfall. Sein Herz wurde unter einer Erzplatte im Chor der Dominikanerkirche beigesetzt. An der Trauerfeier nahmen neben den Kurfürsten auch zahlreiche in Frankfurt versammelten Bischöfe und Fürsten teil.
Östlich des Klosters zog sich zu dieser Zeit schon entlang der Staufenmauer die Judengasse, in der seit 1462 alle Frankfurter Juden wohnen mussten (Stättigkeit). Ein Wachturm der Staufenmauer, der nach den Dominikanern benannte Mönchsturm, ragte in das jüdische Gebiet hinein. Zwischen Dominikanern und Juden kan es aufgrund der engen Nachbarschaft immer wieder zu Konflikten.
Nördlich schloss sich ein 1336 von der Frankfurterin Metza Gerliben gegründetes Frauenkloster an. Seine etwa 50 Bewohnerinnen gehörten zu einer religiösen Gemeinschaft von Beginen, die nach der Ordensregel der Dominikaner lebten, aber nur ein zeitlich befristetes Gelübde abzulegen hatten und jederzeit aus der Gemeinschaft austreten konnten, zum Beispiel um zu heiraten. Nach dem Beginenkloster war das Nonnengäßchen benannt, eine schmale Verbindungsgasse zwischen der Klostergasse und der Fahrgasse. 1452 stiftete Anna Rosenberger, die Witwe des Schöffen und Bürgermeisters Henne Rosenberger dem Beginenheim ihren Nachlass. Seitdem trug das Beginenkloster den Namen Rosenberger Einung.
Südlich des Klosters lag der Kompostellhof, eine vom Deutschordenshaus in Sachsenhausen betriebene Herberge für Jakobspilger.
Im 15. Jahrhundert wurde das Dominikanerkloster bedeutend erweitert. 1449 entstand ein Kreuzgang, der 1499 nochmals erweitert wurde, so dass er an allen vier Richtungen geschlossen war. Die Klosterbibliothek war die größte in Frankfurt, ihre bedeutenden aber unkatalogisierten Sammlungen fielen später an die Stadtbibliothek.
Unter den vier im 15. Jahrhundert erbauten Kapellen der Klosterkirche war die 1414 geweihte sogenannte Alte Kapelle des Schöffen Johann Monis und seiner Frau Adelheid von Fochen die erste. Sie hatte ihren Zugang direkt vom Kreuzgang aus und diente eine Zeitlang als Sakristei. Um 1470 bis 1472 wurde der Chor der Klosterkirche durch Jörg Österreicher im spätgotischen Stil umgebaut. Damit war die baugeschichtliche Entwicklung des Klosters im Wesentlichen abgeschlossen.

### Die Reform des Klosters und vermehrte Stiftungen

Tafeln des ehemaligen Hochaltars mit Szenen der Passion Christi, gemalt von Hans Holbein dem Älteren (1500/1501)

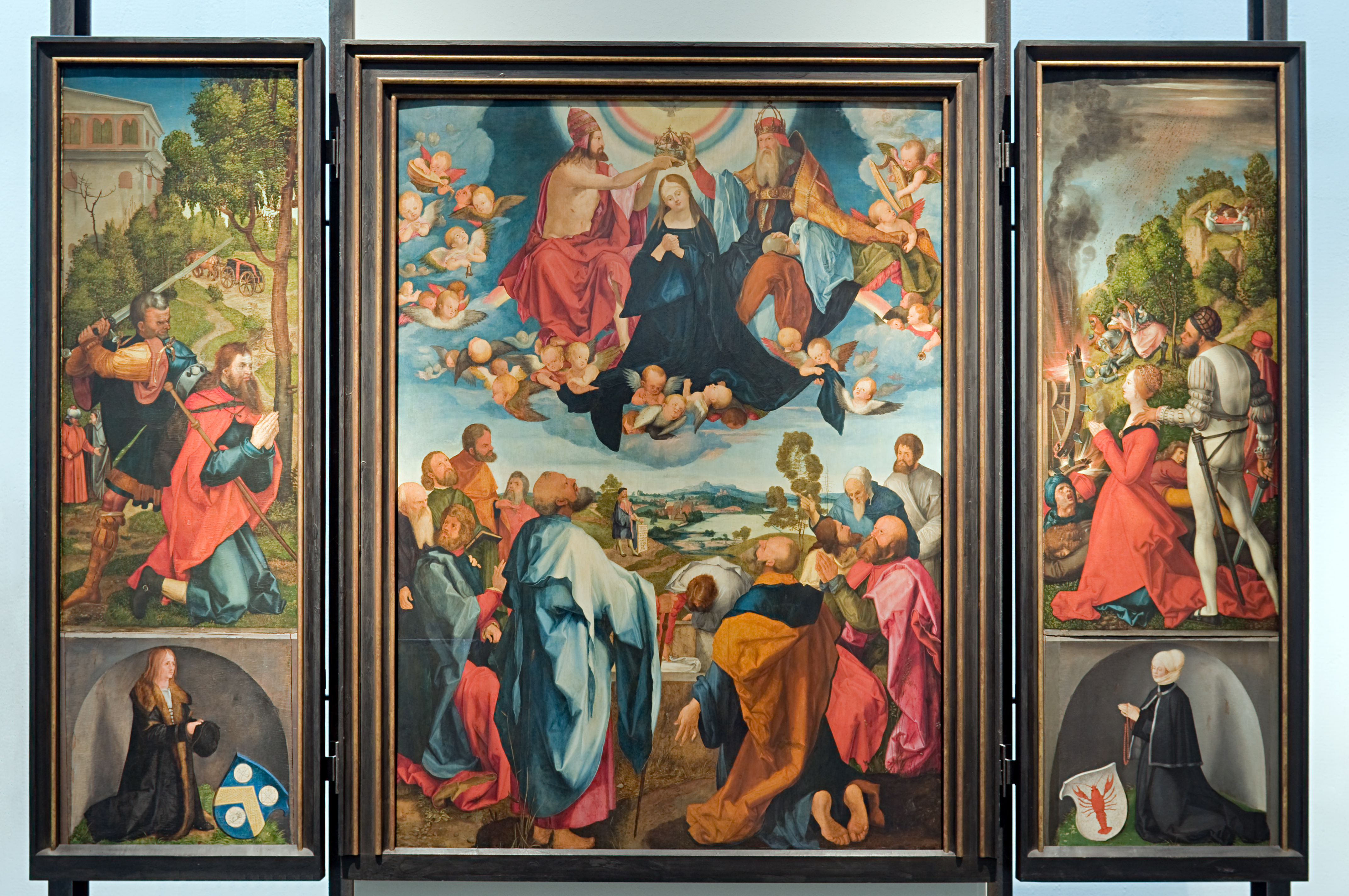
Der Heller-Altar in der Dominikanerkirche

Das Kloster schloss sich im 15. Jahrhundert der Reform an. Durch Stiftungen reicher Patrizier, darunter des Tuchhändlers Jakob Heller, erhielt die Kirche Ende des 15. und Anfang des 16. Jahrhunderts zahlreiche Altarbilder.
Der Hochaltar im Chor mit (heute verlorenen) geschnitzten Bildern von 1496 wurde 1500/1501 durch gemalten Flügel zu einem zweimal wandelbaren Altar erweitert. Hans Holbein d. Ä. und seine Werkstatt malten mehrere (erhaltene) Tafeln und eine Predella. Die Außenseite der Altarflügel von Holbein zeigte links in zwei Tafeln übereinander den Stammbaum Christi, rechts den Stammbaum der Dominikaner. Die Innenseiten trugen acht Szenen aus der Leidensgeschichte Christi und vier Szenen des Marienlebens, die Predella eine Darstellung des Abendmahls sowie links und rechts den Einzug Jesu in Jerusalem und die Fußwaschung des Petrus.
Während der Chor den Mönchen vorbehalten war, war das Langhaus öffentlich zugänglich. Hier stiftete um 1505 eine Bruderschaft den Annenaltar des Meisters von Frankfurt, eines unbekannten niederländischen Malers.
Als bedeutendstes Werk gilt heute der 1507 für das Langhaus gestiftete Heller-Altar, ein Werk von Albrecht Dürer und Matthias Grünewald.
Weitere bedeutende Kunstwerke waren die um 1509/10 entstandene Darstellung Christi im Tempel des Martin Caldenbach, der um 1520 von Hans Baldung geschaffene Johannesaltar sowie die etwa zur gleichen Zeit gemalte Anna selbdritt mit der Heiligen Barbara und der Heiligen Apollonia des Hans von Kulmbach.

### Niedergang
Die Blütezeit des Klosters endete mit der Einführung der Reformation in Frankfurt 1533. Der Rat verbot den Brüdern zunächst das öffentliche Predigen und plante, den bisher privilegierten Kirchenbesitz zu öffentlichen Pflichten heranzuziehen. Insbesondere wollte er die von Frankfurter Bürgern gestifteten Besitztümer durch städtische Klosterpfleger inventarisieren und beaufsichtigen lassen. 1537 strengte der Ordensprovinzial deswegen einen Prozess vor dem Reichskammergericht gegen die Stadt an. Der Rat zog daraufhin seine Pläne zurück, um nicht in offenen Konflikt mit dem Kaiser zu geraten. Das Dominikanerkloster blieb als katholische Enklave in der fast rein lutherisch gewordenen Stadt bis zur Säkularisation 1803 bestehen. In dieser Zeit erfuhr die Anlage nur geringe Veränderungen, am auffälligsten einen um 1680 errichteten barocken Anbau vor der Westfassade der Kirche. 1685 schloss der benachbarte Frauenkonvent der Beginen einen Vertrag mit den Dominikanern, aufgrund dessen der Prior des Dominikanerklosters ihnen jeden Morgen eine Messe lesen musste. Im Gegenzug verpflichteten sie sich dazu, den Mönchen die Kleider zu waschen und zu bügeln und das Kirchengerät zu putzen. Im Laufe des 18. Jahrhunderts schlossen sich die Beginen der Gemeinschaft der Dominikanerinnen an.
Im 18. Jahrhundert war das Kloster Tagungsort der meist jährlich stattfindenden Kreistage des Kurrheinischen und des Oberrheinischen Reichskreises. 1790 löste der Erzbischof von Mainz den Dominikanerkonvent auf und wandelte ihn um in eine weltgeistliche Vereinigung, die Congregatio ad Sanctum Fridericum.

### Säkularisation

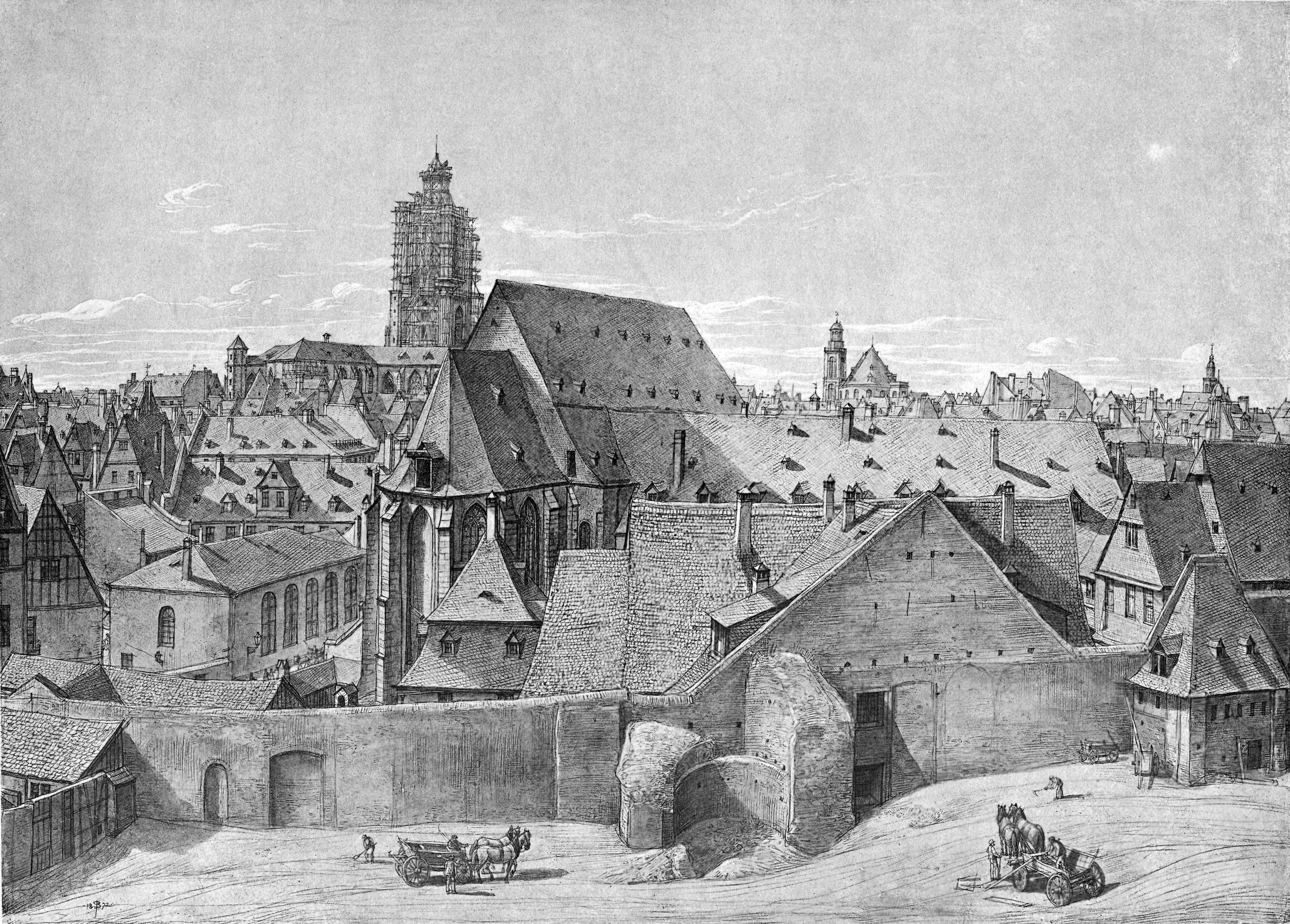
Das Dominikanerkloster 1872

Mit dem Reichsdeputationshauptschluss fiel das Dominikanerkloster 1803 an die Freie Reichsstadt Frankfurt. Im 19. Jahrhundert diente das Kloster verschiedenen Zwecken, u. a. als Magazin für die bei der Säkularisation in städtischen Besitz gelangten Sammlungen und als Warenspeicher. Dass die Sammlungen nicht zerstreut wurden, ist dem damaligen Großherzog Carl von Dalberg zu verdanken, der aus seinen eigenen Mitteln 1809 zum Taxationspreis von 806 Gulden 82 bedeutende Gemälde ankaufte und sie dem Museum als Geschenk übertrug, einer von Frankfurter Bürgern gegründeten Gesellschaft zur Pflege der Musen und Förderung der schönen Künste. In der Sammlung befanden sich neben den erwähnten Altarbildern auch Werke von Hans von Aachen und Philipp Uffenbach. Die meisten dieser Stücke befinden sich heute im Historischen Museum oder als Dauerleihgaben im Städel.
Den 1875 bereits geplanten Abriss der Klosterkirche verhinderte – anders als bei der nahegelegenen Johanniterkirche – eine erfolgreiche Intervention des preußischen Generalkonservators Ferdinand von Quast. Ein weiterer Abbruchversuch konnte 1884 verhindert werden, doch baute man anschließend 1885 bis 1889 die Kirche um. Eine massive Wand teilte fortan das Langhaus der Kirche. Die östliche Hälfte mit dem Chor richtete man als Turnhalle der in den Klostergebäuden untergebrachten Arnsburger Schule ein. Die Westseite des Langhauses erhielt eine Orgelempore sowie einige Nebenräume als Garderoben und Kassen und wurde künftig als Konzert- und Stadthalle genutzt. Die Ausmalung schuf das Atelier Linnemann aus Frankfurt.
Erst in den 1920er Jahren restaurierte man die Kirche und beseitigte die profanierenden Eingriffe des 19. Jahrhunderts.

### Nationalsozialismus, Bombenkrieg und Wiederaufbau

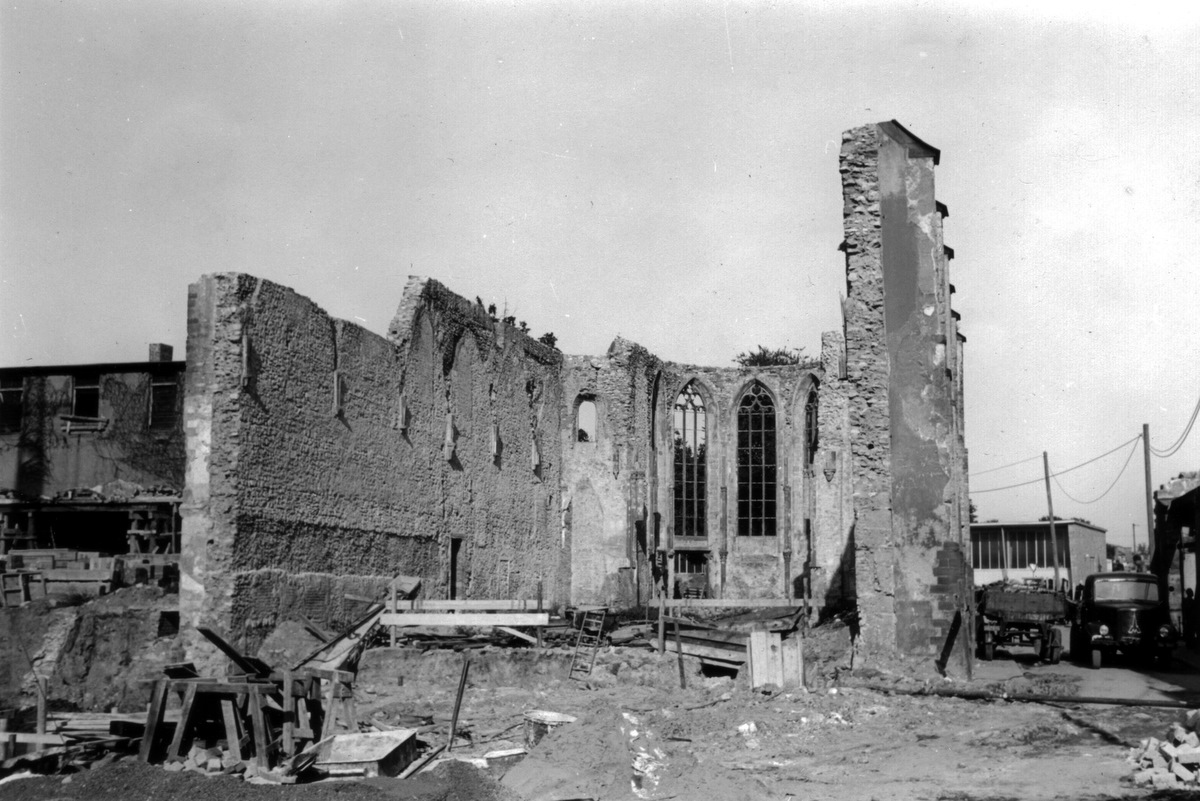
Ruine der Heiliggeistkirche in den 1950er Jahren

Vor dem Zweiten Weltkrieg war das Kloster Sitz des Museums für Vor- und Frühgeschichte, des heutigen Archäologischen Museums mit Sitz im ehemaligen Karmeliterkloster. Nach einigen Quellen diente die Kirche auch als Lagerraum für die beschlagnahmten Kunstschätze deportierter jüdischer Bürger.
Am 18. März 1944 wurde die Kirche durch einen der Luftangriffe auf Frankfurt am Main zerstört, ihre Trümmer in der Nachkriegszeit bis auf Reste des Chores und der Nordwand beseitigt.
Im Jahr 1953 wurden durch einen Dotationsvertrag zwischen der Stadt und dem evangelischen Gemeindeverband die Paulskirche und die im Zweiten Weltkrieg zerstörte und nicht wiederaufgebaute Weißfrauenkirche gegen das Dominikanerkloster und die Dominikanerkirche getauscht. Mit dem Wiederaufbau des Klosters beauftragte die Stadt den Architekten Gustav Scheinpflug. Am zweiten Advent 1961 wurde die wiederaufgebaute Kirche wieder eingeweiht. Sie trägt den traditionsreichen Namen Heiliggeistkirche. Bereits bis 1840 hatte es in Frankfurt eine evangelische Heiliggeist-Kirche gegeben, die aus der Kirche des Hospitals zum heiligen Geist hervorgegangen war.

### Das Dominikanerkloster heute
Das Kloster ist heute Sitz des evangelischen Stadtdekanats und des evangelischen Regionalverbandes, in dem sich die Frankfurter Gemeinden und Dekanate zusammengeschlossen haben, um gemeinsame Aufgaben aus den Bereichen Verwaltung, Bildung, Diakonie, Seelsorge und Beratung, Jugendarbeit sowie Migrations- und Flüchtlingshilfe effizienter zu gestalten. Zum 1. Januar 2019 haben sich auch die zehn Offenbacher evangelischen Gemeinden dem Stadtdekanat und dem Regionalverband angeschlossen.
Außerdem tagt hier – in der Regel zweimal jährlich – die Landessynode der EKHN (Evangelische Kirche in Hessen und Nassau).

## Architektur

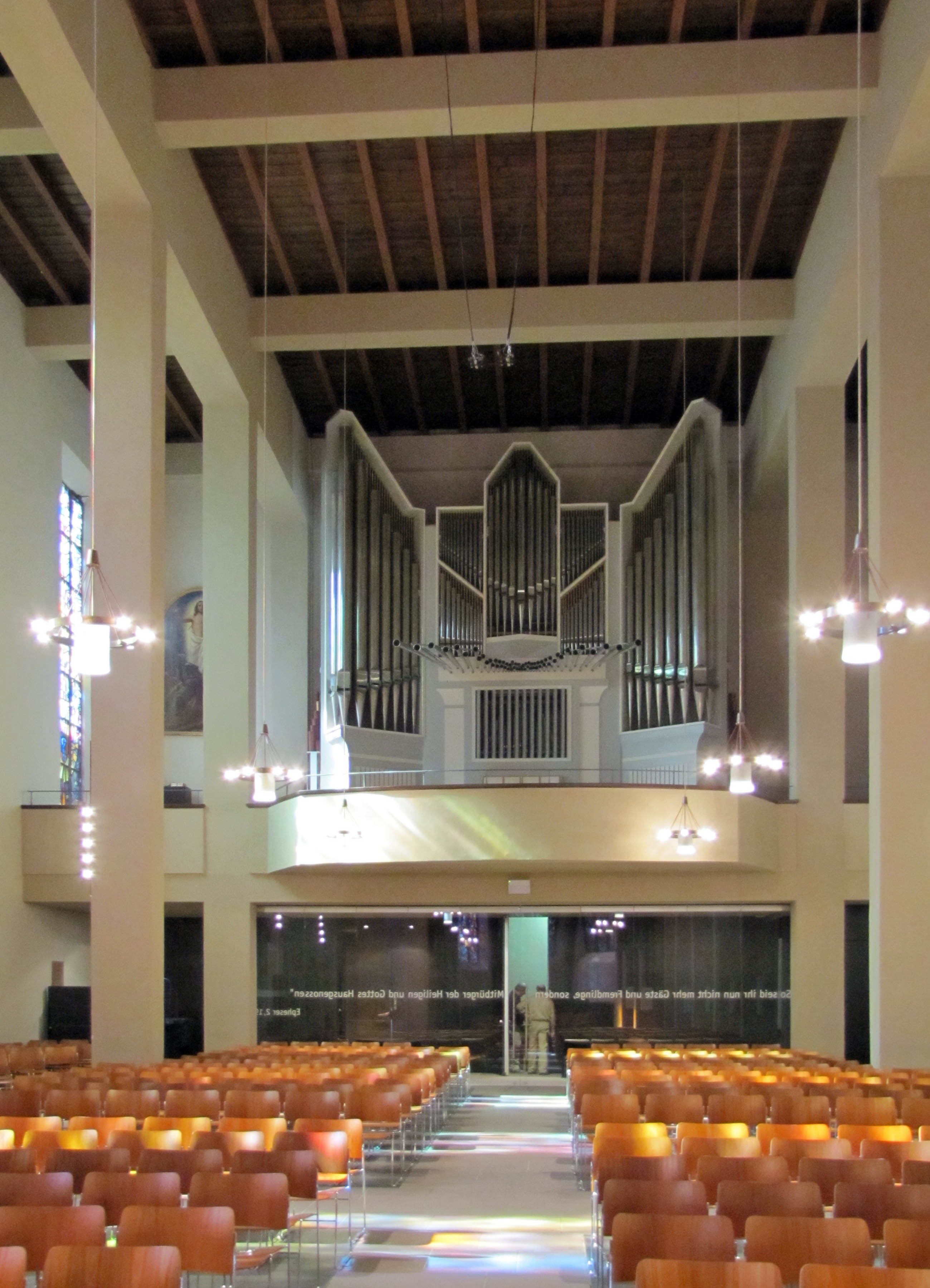
Besucherraum mit Orgel

Die Klosterkirche war eine 53,60 Meter lange und 15,60 Meter breite dreischiffige frühgotische Hallenkirche ohne Querschiff. Sie war überwiegend aus einfachen Bruchsteinen erbaut, zum Teil fanden auch behauene Quader Verwendung. Das breite Hauptschiff hatte acht Joche, die bis auf das reichverzierte Sterngewölbe des westlichsten Joches als einfache Kreuzrippengewölbe ausgeführt waren. Die Gewölbe des südlichen und des etwas schmaleren nördlichen Seitenschiffes waren etwa einen bis zwei Meter niedriger als das 11,60 Meter hohe Hauptschiff. Die Gewölbe wurden von sieben Paaren einfacher Rundpfeilern mit Basis aus Platten und Schrägen und schmucklosen, kelchförmigen Kapitellen getragen. Über dem östlichen Pfeilerpaar trug das Langhaus einen achteckigen gotischen Dachreiter. Die Kapellen an der Südseite der Kirche wurden bereits um 1820 abgebrochen.
Bei dem Bombenangriff vom 18. März 1944 waren das Mittelschiff und einige Joche der Seitenschiffe durch Sprengbomben zertrümmert worden und das Innere der Kirche ausgebrannt. Die Chorgewölbe, ein großer Teil der Säulen des Langhauses und mehrere Gewölbe des Seitenschiffes waren stehen geblieben. Sie stürzten jedoch 1954 noch vor Beginn des Wiederaufbaus ein. Von der ursprünglichen Kirche sind heute nur noch die Außenwände des einschiffigen Chores, bestehend aus einem Joch mit Kreuzrippengewölbe und Fünfachtelschluss, sowie das Maßwerk von drei der fünf Chorfenster erhalten. Von den Klosteranlagen blieben die frühere Sakristei (heute als Refektorium bezeichnet) und der Kapitelsaal so weit erhalten, dass ihre Reste in den Neubau integriert werden konnten.
Der Neubau der Heiliggeistkirche zwischen 1958 und 1961 orientierte sich an der schmucklosen Ästhetik der Wiederaufbauzeit. Lediglich den Chor stellte man nach dem alten Vorbild wieder her. Durch zwei Pfeilerreihen wurde das neue Langhaus wiederum in drei Schiffe geteilt. Die vorhandenen Fundamente wurden wiederverwendet, aus statischen Gründen wurde aber die Lastverteilung so geändert, dass die Pfeilerstützen eine höhere Last aufnehmen als beim Vorgängerbau, während die Außenwände entlastet wurden. Der Neubau ist zudem um über 10 Meter kürzer als die alte Klosterkirche. Die Heiliggeistkirche bietet heute Platz für ca. 700 Besucher.

## Kunst und Kultur

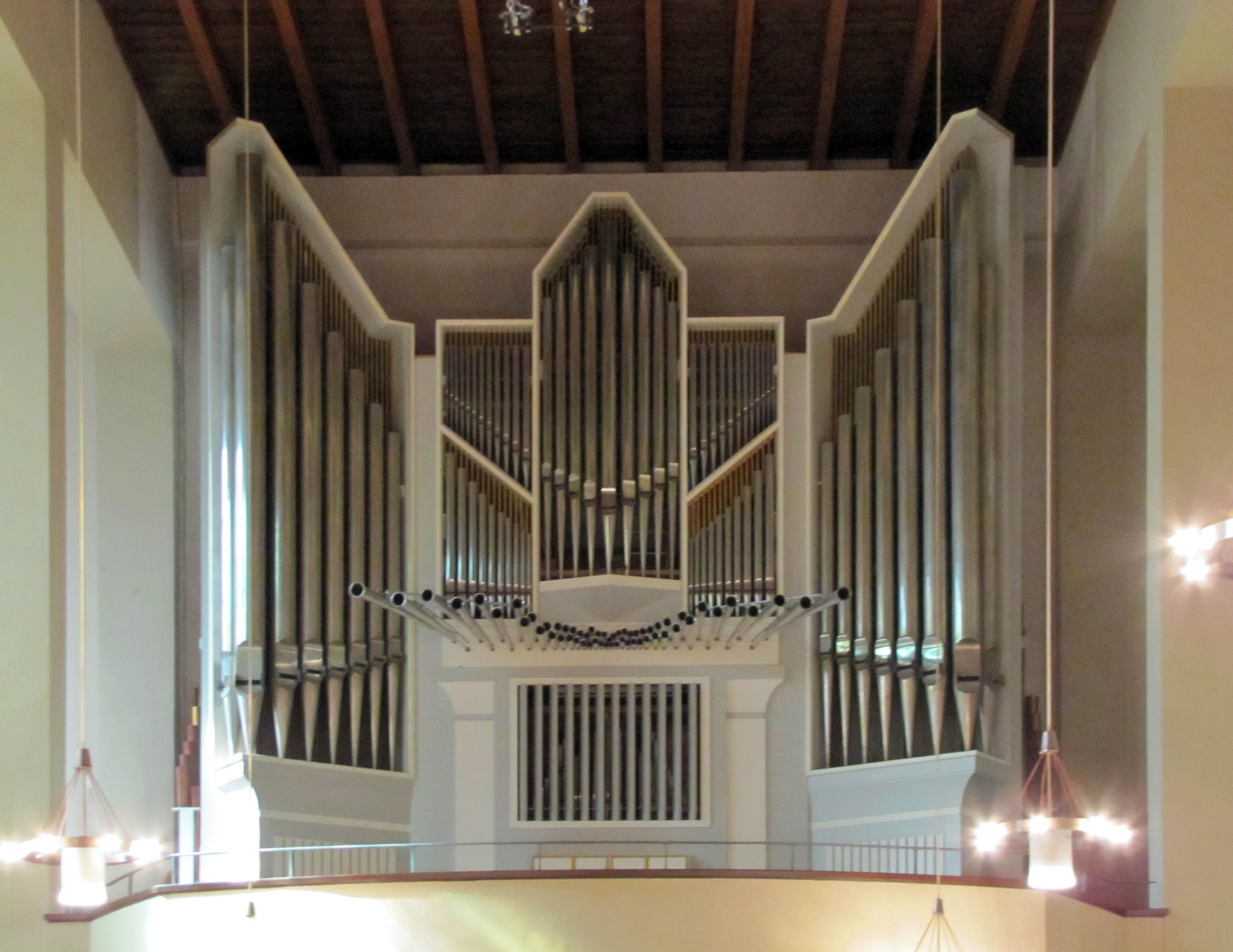
Orgel der Heiliggeistkirche

Im Dominikanerkloster und in der Heiliggeistkirche finden zahlreiche kulturelle Veranstaltungen statt, zum Beispiel Ausstellungen und kirchenmusikalische Konzerte. Von 1975 bis 2007 spielte das Volkstheater Frankfurt jedes Jahr im Sommer auf einer Freilichtbühne im Innenhof des Klosters. Seit den sechziger Jahren finden in der Heiliggeistkirche die Konzertreihen des Kirchenmusikvereines Frankfurt und seit 1979 alljährlich im Herbst die Frankfurter Orgeltage statt, eine Konzertreihe aus jeweils 8 bis 10 Orgelkonzerten an aufeinanderfolgenden Sonntagen.

## Ausstattung

### Hauptorgel
Im Jahr 1961 erbaute die Orgelbaufirma Walcker aus Ludwigsburg die Hauptorgel mit damals 38 klingenden Registern. In Frankfurt war es seinerzeit eine der ersten Orgeln mit einer „Spanischen Trompete“ (horizontales Zungenregister).
Zahlreiche Um- und Anbauten wurden in den Jahren ab 1980 unter der Leitung des Frankfurter Kirchenmusikers Herbert M. Hoffmann durchgeführt, um das ursprünglich rein neobarock konzipierte Instrument auch für die konzertante Nutzung und Darstellung romantischer Orgelliteratur nutzbar zu machen. Heute verfügt die Orgel über 40 klingende Register, Schleifenwindladen bei mechanischer Spiel- und elektrischer Registertraktur sowie elektrische Koppeln.
Im Jahr 2013 erfolgte eine Generalüberholung durch die Firma Orgelbau Göckel, Mühlhausen/Rettigheim.
| I Positiv C–g3 |            |     |
| 1.             | Gedeckt    | 8′  |
| 2.             | Rohrflöte  | 4′  |
| 3.             | Prinzipal  | 2′  |
| 4.             | Zimbel III | 1′  |
| 5.             | Dulzian    | 16′ |
| 6.             | Holzregal  | 8′  |
|                | Tremulant  |     |

| II Hauptwerk C–g3 |           |        |
| 7.                | Bordun    | 16′    |
| 8.                | Prinzipal | 8′     |
| 9.                | Rohrflöte | 8′     |
| 10.               | Gemshorn  | 8′     |
| 11.               | Oktave    | 4′     |
| 12.               | Nachthorn | 4′     |
| 13.               | Quinte    | 2 2/3' |
| 14.               | Prinzipal | 2′     |
| 15.               | Mixtur VI | 1 1/3' |
| 16.               | Chamade   | 8′     |

| III Schwellwerk C–g3 |              |        |
| 17.                  | Gedeckt      | 8′     |
| 18.                  | Violflöte    | 8′     |
| 19.                  | Voix Celeste | 8′     |
| 20.                  | Prinzipal    | 4′     |
| 21.                  | Viola        | 4′     |
| 22.                  | Nasard       | 2 2/3' |
| 23.                  | Spitzflöte   | 2′     |
| 24.                  | Terz         | 3/5'   |
| 25.                  | Quinte       | 1 1/3' |
| 26.                  | Sifflöte     | 1′     |
| 27.                  | Scharf V     | 1'     |
| 28.                  | Oboe         | 8′     |
|                      | Tremulant    |        |

| Pedal C–f1 |             |         |
| 29.        | Prinzipal   | 16′     |
| 30.        | Subbaß      | 16′     |
| 31.        | Quintbaß    | 10 2/3' |
| 32.        | Oktavbass   | 8′      |
| 33.        | Gedecktbass | 8′      |
| 34.        | Oktave      | 4′      |
| 35.        | Bauernflöte | 2′      |
| 36.        | Mixtur VI   | 2 2/3'  |
| 37.        | Bombarde    | 32′     |
| 38.        | Posaune     | 16′     |
| 39.        | Trompete    | 8′      |
| 40.        | Trompete    | 4'      |

- Koppeln: I/II, III/II (auch als Suboktavkoppel), III/I (auch als Suboktavkoppel), III/III (als Suboktavkoppel), I/P, II/P, III/P
- Setzerkombinationen (4000)

### Fernorgel
Seit dem Jahr 2014 verfügt die Heiliggeistkirche über eine digitale Fernorgel, die im Chorraum der Kirche unsichtbar für die Besucher installiert ist.
Über das Digitalsystem „Hauptwerk“ ist die Orgel vom Hauptspieltisch auf der Empore aus spielbar.
| II Grand Orgue C–g3 \| Bourdun 16’ \| \| Montre 8’ \| \| Bourdon 8’ \| \| Flûte Harmonique 8’ \| \| Gambe 8’ \| \| Prestant 4’ Prestant 4’ \| \| Flûte Douce 4’ \| \| Quinte 2 2/3’ \| \| Doublette 2’ \| \| Plein Jeu II rang \| \| Bombarde 16’ \| \| Trompette 8’ \| \| Clairon 4’ \| |
| Bourdun 16’ |
| Montre 8’ |
| Bourdon 8’ |
| Flûte Harmonique 8’ |
| Gambe 8’ |
| Prestant 4’ Prestant 4’ |
| Flûte Douce 4’ |
| Quinte 2 2/3’ |
| Doublette 2’ |
| Plein Jeu II rang |
| Bombarde 16’ |
| Trompette 8’ |
| Clairon 4’ |

| Bourdun 16’             |
| Montre 8’               |
| Bourdon 8’              |
| Flûte Harmonique 8’     |
| Gambe 8’                |
| Prestant 4’ Prestant 4’ |
| Flûte Douce 4’          |
| Quinte 2 2/3’           |
| Doublette 2’            |
| Plein Jeu II rang       |
| Bombarde 16’            |
| Trompette 8’            |
| Clairon 4’              |

| I Positif C–g3 \| Principal 8’ \| \| Cor de Nuit 8’ \| \| Salicional 8’ \| \| Unda Maris 8’ \| \| Prestant 4’ \| \| Flûte Douce 4' \| \| Nazard 2 2/3’ \| \| Doublette 2’ \| \| Tierce 1 3/5’ \| \| Piccolo 1’ \| \| Basson 16’ \| \| Trompette 8’ \| \| Basson 8’ \| |
| Principal 8’ |
| Cor de Nuit 8’ |
| Salicional 8’ |
| Unda Maris 8’ |
| Prestant 4’ |
| Flûte Douce 4' |
| Nazard 2 2/3’ |
| Doublette 2’ |
| Tierce 1 3/5’ |
| Piccolo 1’ |
| Basson 16’ |
| Trompette 8’ |
| Basson 8’ |

| Principal 8’   |
| Cor de Nuit 8’ |
| Salicional 8’  |
| Unda Maris 8’  |
| Prestant 4’    |
| Flûte Douce 4' |
| Nazard 2 2/3’  |
| Doublette 2’   |
| Tierce 1 3/5’  |
| Piccolo 1’     |
| Basson 16’     |
| Trompette 8’   |
| Basson 8’      |

| III Recit C–g3 \| Quintaton 16’ \| \| Diapason 8’ \| \| Flûte Traversière 8’ \| \| Viole de Gambe 8’ \| \| Voix Céleste 8’ \| \| Flûte Octaviante 4’ \| \| Octavin 2’ \| \| Cornet V rang \| \| Plein Jeu IV rang \| \| Basson 16’ \| \| Trompette 8’ \| \| Clairon 4’ \| \| Basson et Hautb. 8’ \| \| Voix Humaine 8’ \| \| Trémolo \| |
| Quintaton 16’ |
| Diapason 8’ |
| Flûte Traversière 8’ |
| Viole de Gambe 8’ |
| Voix Céleste 8’ |
| Flûte Octaviante 4’ |
| Octavin 2’ |
| Cornet V rang |
| Plein Jeu IV rang |
| Basson 16’ |
| Trompette 8’ |
| Clairon 4’ |
| Basson et Hautb. 8’ |
| Voix Humaine 8’ |
| Trémolo |

| Quintaton 16’        |
| Diapason 8’          |
| Flûte Traversière 8’ |
| Viole de Gambe 8’    |
| Voix Céleste 8’      |
| Flûte Octaviante 4’  |
| Octavin 2’           |
| Cornet V rang        |
| Plein Jeu IV rang    |
| Basson 16’           |
| Trompette 8’         |
| Clairon 4’           |
| Basson et Hautb. 8’  |
| Voix Humaine 8’      |
| Trémolo              |

| Pedale C–f1 \| Principal 32’ \| \| Soubasse 16’ \| \| Contrebasse 16’ \| \| Octave-basse 8’ \| \| Flûte Champ. 4’ \| \| Contre Bomb. 32’ \| \| Bombarde 16‘ \| \| Trompette 8’ \| |
| Principal 32’ |
| Soubasse 16’ |
| Contrebasse 16’ |
| Octave-basse 8’ |
| Flûte Champ. 4’ |
| Contre Bomb. 32’ |
| Bombarde 16‘ |
| Trompette 8’ |

| Principal 32’    |
| Soubasse 16’     |
| Contrebasse 16’  |
| Octave-basse 8’  |
| Flûte Champ. 4’  |
| Contre Bomb. 32’ |
| Bombarde 16‘     |
| Trompette 8’     |

Accouplement
G.O. O. Gr.
Positif à G.O.
Récit à G.O.
Récit à G.O. O. Gr.
Récit à Positif
Récit Unisson
Récit O. Ai.
Sonnette
Tirasses-G.O. à Péd.
Tirasses-Po. à Péd.
Tirasses-R. à Péd.
Comb. de la Péd.
Comb. du G.O.
Comb. du Positif
Comb. du Récit
G.O. Unisson
Klangbeispiele der Orgeln finden sich bei youtube.

### Glocken
Die Heiliggeistkirche erhielt 1958 ein kleines Geläute aus drei Glocken von Gebr. Rincker. Sie wiegen zusammen 841 kg. Die Glocken sind Bestandteil des Frankfurter Stadtgeläutes und bilden einen Diskant zum Domgeläute, da sich die Schlagtöne mit denen der drei kleinsten Glocken des Domgeläuts decken.
| Nr. | Name              | Nominal (16tel) | Gewicht (kg) | Durchmesser (mm) | Inschrift                   |
| 1   | Heiliggeistglocke | a1 −2           | 391          | 883              | Herre Gott, Heiliger Geist  |
| 2   | Zeugenglocke      | h1 ±0           | 267          | 787              | Ihr sollt meine Zeugen sein |
| 3   | Betglocke         | cis2 +1         | 183          | 697              | Betet ohne Unterlass        |